# Sanyang (socken i Kina, Hunan)
Sanyang (kinesiska: 三阳, 三阳乡) är en socken i Kina. Den ligger i provinsen Hunan, i den södra delen av landet, omkring 82 kilometer nordost om provinshuvudstaden Changsha. Antalet invånare är 50093. Befolkningen består av 24 491 kvinnor och 25 602 män. Barn under 15 år utgör 19,0 %, vuxna 15-64 år 69 %, och äldre över 65 år 11,0 %.
Genomsnittlig årsnederbörd är 2 096 millimeter. Den regnigaste månaden är maj, med i genomsnitt 390 mm nederbörd, och den torraste är oktober, med 59 mm nederbörd.